# No No Song
No No Song es una canción de Hoyt Axton. En 1975 Ringo Starr graba una versión para su álbum Goodnight Vienna. Fue un éxito número uno en Canadá y número tres  en los Estados Unidos.
La canción describe los intentos progresistas para vender marihuana de Colombia, cocaína mallorquina y Whisky de Tennessee a un adicto recuperado que se niega a todo. Harry Nilsson hace los coros en la grabación.